# Gluino
El gluino es una partícula elemental hipotética, supercompañero del gluón. Se clasificaría como fermión, pues el gluón es un bosón.
Tendría espín 1/2 y masa no nula. Nunca ha sido detectado, pero el LHC podría ser capaz de detectarla, gracias su capacidad energética, mayor que la de cualquier otro acelerador de partículas.